# Оланча (Калифорнија)
Оланча (енгл. Olancha) насељено је место без административног статуса у америчкој савезној држави Калифорнија.

## Демографија
По попису из 2010. године број становника је 192, што је 58 (43,3%) становника више него 2000. године.
| Група             | 2000.      | 2010.       |
| Белци             | 78 (58,2%) | 128 (66,7%) |
| Афроамериканци    | 0 (0,0%)   | 0 (0,0%)    |
| Азијати           | 0 (0,0%)   | 8 (4,2%)    |
| Хиспаноамериканци | 50 (37,3%) | 47 (24,5%)  |
| Укупно            | 134        | 192         |